# Turbo (weekdier)
Turbo is een geslacht van grote zeeslakken met kieuwen en een operculum. Het geslacht behoort tot de familie Turbinidae.
De schelpen van slakken binnen dit geslacht hebben een ronde apertura en een harde, koepelvormige operculum.

## Soorten
Ondergeslacht Turbo (Lunatica) Röding, 1798
- Turbo militaris Reeve, 1848

Ondergeslacht Turbo  (Marmarostoma) Swainson, 1829
Ondergeslacht Turbo (Senectus) Swainson, 1840
Ondergeslacht Turbo (Turbo) Linnaeus, 1728
- Turbo acutangulus Linnaeus, 1758
- Turbo albofasciatus Bozzetti, 1994
- Turbo angelvaldesi Ortea & Espinosa, 1996
- Turbo argyrostomus Linnaeus, 1758
- Turbo arsinoensis
- Turbo artensis Montrouzier, 1860
- Turbo aurentius Kiener, 1847
- Turbo bruneus (Röding, 1791)
- Turbo cailletii P. Fischer & Bernardi, 1856
- Turbo canaliculatus Hermann, 1781
- Turbo castanea Gmelin, 1791
- Turbo cepoides E.A. Smith, 1880
- Turbo cernicus G.B. Sowerby III, 1896
- Turbo chinensis Ozawa & Tomida, 1995
- Turbo chrysostomus Linnaeus, 1758
- Turbo cidaris Gmelin, 1791
- Turbo cinereus Born, 1778 : synonym van Lunella cinerea (Born, 1778)
- Turbo cornutus (Lightfoot, 1786)
- Turbo coronatus Gmelin, 1791
- Turbo crassus W. Wood, 1828
- Turbo debesi Kreipl & Alf, 2000
- Turbo eroopolitanus Issel, 1869
- Turbo excellens G.B. Sowerby III, 1914
- Turbo exquisitus Angas, 1877
- Turbo fluctuosus Wood, 1828
- Turbo fortispiralis Kreipl & Alf, 2003
- Turbo funiculosus Kiener, 1848
- Turbo gemmatus Reeve, 1848
- Turbo granosus (Martyn, 1784)
- Turbo granulatus Gmelin, 1791
- Turbo gruneri Philippi, 1846
- Turbo haraldi Robertson, 1957
- Turbo haynesi (Preston, 1914)
- Turbo heisei Prado, 1999
- Turbo heterocheilus Pilsbry, 1888
- Turbo histrio Reeve, 1848
- Turbo imperialis Gmelin, 1790
- Turbo intercostalis Menke, 1846
- Turbo jonathani Dekker, Moolenbeck & Dance, 1992
- Turbo jourdani Kiener,1839
- Turbo jungi Lai, 2006
- Turbo laetus Philippi, 1850
- Turbo lamniferus Reeve, 1848
- Turbo magnificus Jonas, 1844
- Turbo marisrubri Kreipl & Alf, 2001
- Turbo markusrufi Kreipl & Alf, 2003
- Turbo marmoratus Linnaeus, 1758
- Turbo mazatlanicus Pilsbry & Lowe, 1932
- Turbo moluccensis Philippi, 1846
- Turbo moniliformis (Röding, 1798)
- Turbo petholatus Linnaeus, 1758
- Turbo pulcher Reeve, 1842
- Turbo pullus Linnaeus, 1758
- Turbo pustulatus Brocchi, 1819
- Turbo radiatus Gmelin, 1791
- Turbo reevei Philippi, 1847
- Turbo regenfussi Deshayes, 1843
- Turbo replicatus Linnaeus, 1758
- Turbo sarmaticus Linnaeus, 1758
- Turbo saxosus W. Wood, 1828
- Turbo scitulus (Dall, 1919)
- Turbo setosus Gmelin, 1791
- Turbo smaragdus Gmelin, 1791
- Turbo sparverius Gmelin, 1791
- Turbo spinosus Gmelin
- Turbo squamiger Reeve, 1843
- Turbo stenogyrus P. Fischer, 1873
- Turbo ticaonicus Reeve, 1848
- Turbo torquatus Gmelin, 1791
- Turbo tuberculosus Quoy & Gaimard, 1834
- Turbo tursicus (Reeve, 1843)
- Turbo undulatus Lightfoot, 1786
- Turbo viridicallus (Jousseaume, 1898)
- Turbo walteri Kreipl & Dekker, 2009
- Turbo zetlandicus Montagu, 1815

## Gebruik
Schelpen van slakken uit het geslacht Turbo worden vaak als schelp gebruikt door de Caraïbische heremietkreeft.
Ten minste twee soorten uit het geslacht Turbo hebben een kenmerkende gekleurde operculum, welke vaak als decoratie wordt gebruikt in sieraden en knopen.